# مقاطعة ماسيرو
ماسيرو عاصمة ليسوتو التي تقع داخل أراضي جمهورية جنوب إفريقيا، ونالت استقلالها عن بريطانيا سنة 1966م، ضمن نطاق الكومنولث. عدد سكانها 109,382 نسمة. هناك خط حديدي يربط ماسيرو ببعض المدن في جنوب إفريقيا من كل جهة. والمدينة هي مقر حكومة البلد، وفيها مستشفى ومدرسة تدريب فني تدرّس فيها الفنون اليدوية والمحلية. ومعظم الناس الذين يعيشون في ماسيرو من الإفريقيين السود، ممن يطلق عليهم السوتو. وتعتبر من أفقر البلاد الإفريقية التي يقوم اقتصادها على تربية الماشية، وأغلبية اليد العاملة تعمل في مناجم اتحاد جنوب إفريقيا نظرًا لافتقار البلاد إلى مجالات العمل المختلفة.

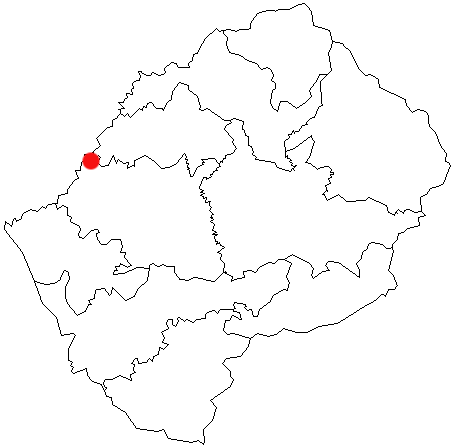
موقع ماسيرو